# جائزة البرازيل الكبرى 2001
جائزة البرازيل الكبرى 2001 (بالإنجليزية: 2001 Brazilian Grand Prix)‏ هو سباق فورمولا 1 أقيم بتاريخ 1 أبريل 2001 في حلبة جوزيه كارلوس بيس للسيارات، البرازيل. كان الثالث من أصل 17 في بطولة العالم لسباقات الفورمولا واحد موسم 2001. حلّ البريطاني ديفيد كولتهارد أولا بينما جاء الألماني مايكل شوماخر في المركز الثاني وحصل على المركز الثالث الألماني نيك هيدفيلد.